# Monopolio de la violencia
El monopolio de la violencia (en alemán: Gewaltmonopol des Staates) es la definición de Estado expuesta por el sociólogo Max Weber en su obra La política como vocación, que ha sido predominante en la filosofía del derecho y filosofía política en el siglo XX. El concepto define a una sola entidad, el Estado, en ejercicio de la autoridad sobre la violencia en un determinado territorio, de la misma forma que el territorio también se consideró por Weber como una característica del Estado. Es importante destacar que dicho monopolio debe producirse a través de un proceso de legitimación, en la que una reivindicación se establece para legitimar el uso de la violencia por parte del Estado.
Max Weber, dijo en La política como vocación que una condición necesaria para que una entidad se convierta en un estado es que se conserve tal monopolio. Su definición es que algo es «un 'Estado' en la medida en que su equipo administrativo mantiene exitosamente una demanda sobre el monopolio del uso legítimo de la violencia en la ejecución de su orden». Según Weber, el Estado es la fuente de la legitimidad del uso de la violencia. La policía y los militares son sus principales instrumentos, pero esto no significa que sólo la fuerza pública puede ser usada: la fuerza privada (como en la seguridad privada) se puede utilizar también, siempre y cuando sea autorizada por el Estado. Es decir, la aplicación concreta de la violencia se delega o se permite por el Estado.
Weber afirma que no ha sido siempre el caso de que la conexión entre el Estado y el uso de la violencia ha estado tan cerca. Él 
utiliza los ejemplos del feudalismo, donde se permitía la guerra privada bajo ciertas condiciones y de los tribunales de la Iglesia, que tenían jurisdicción exclusiva sobre algunos tipos de delitos, especialmente la herejía (de la religión en cuestión) y los delitos sexuales (por lo tanto el apodo de "tribunales indecentes"). En la teoría de Weber no se entiende que sólo el gobierno utiliza la violencia, sino que los individuos y organizaciones que pueden legitimar la violencia o pronunciarse sobre su legitimidad son precisamente aquellos autorizados para ello por el Estado. Así, por ejemplo, la ley podría permitir a las personas a utilizar la violencia en defensa de uno mismo o de los bienes, pero en este caso, como en el ejemplo de la seguridad privada anteriormente, la capacidad de usar la fuerza ha sido otorgada por el Estado, y solo por el Estado. 
Consecuencia de lo anterior es que los Estados que no controlan el uso de la coacción o fuerza violenta (por ejemplo, aquellos con milicias irregulares) no son esencialmente Estados funcionales. Otra consecuencia es que todos esos Estados "funcionales", afirman su función mediante la reproducción de las formas de violencia que sustentan las relaciones existentes de poder social, y la supresión de las formas de violencia que amenazan con perturbarlas.

## Teoría de Max Weber
Max Weber escribió en La política como vocación que una característica fundamental de la estadidad es el reclamo de tal monopolio. Su definición ampliada fue que algo es "un 'estado' si y en la medida en que su personal administrativo defienda con éxito un reclamo sobre el "monopolio del uso legítimo de la fuerza física en la ejecución de su orden". El concepto de Weber se ha formalizado para mostrar que el poder policial exclusivo del estado beneficia el bienestar social a través de la propiedad privada, siempre que el estado actúe con benevolencia en interés de sus ciudadanos.
Según Weber, el estado es esa "comunidad humana que (con éxito) reclama el monopolio del uso legítimo de la violencia dentro de un territorio determinado". El público, la policía y los militares son sus principales instrumentos, pero también se podría considerar que la seguridad privada tiene "el  derecho a usar la violencia" siempre que sea la única fuente de este derecho percibido es sanción estatal. Weber aplicó varias advertencias a su discusión sobre el monopolio estatal de la violencia:
- Pretendió la declaración como una observación contemporánea, señalando que la conexión entre el estado y el uso de la fuerza física no siempre ha sido tan estrecha. Utiliza los ejemplos del feudalismo, donde la  guerra privada estaba permitida bajo ciertas condiciones, y de  tribunales religiosos, que tenían jurisdicción exclusiva sobre algunos tipos de delitos, especialmente la herejía. Independientemente, el estado existe donde una sola autoridad puede autorizar legítimamente la violencia.
- Por las mismas razones, el "monopolio" no significa que solo el gobierno puede usar la fuerza física, sino que el estado es esa comunidad humana que afirma con éxito ser la única fuente de legitimidad para toda coacción física o adjudicación de coacción. Por ejemplo, la ley podría permitir que las personas usen la fuerza en defensa de la propia autodefensa o defensa de la propiedad, pero este derecho deriva de la autoridad del estado. Esto entra en conflicto directamente con los principios ilustrados de la soberanía individual que delega el poder al estado por consentimiento, y los conceptos de  ley natural que sostienen que los derechos individuales derivados de la autopropiedad sapiente preexisten al estado y solo son reconocidos y garantizados por el estado, que puede estar restringido de limitarlos por la ley.[cita requerida]

### Críticas a Weber
Robert Hinrichs Bates argumenta que el estado en sí no tiene poder violento; más bien, la gente tiene todo el poder de coerción para asegurar que el orden y otros equilibrios se mantengan. La implicación de esto es que existe una frontera de bienestar en las sociedades sin estado, que solo puede superarse si se utiliza algún nivel de coerción o violencia para elevar la complejidad del estado. En otras palabras, sin invertir en tropas, policía o algún tipo de mecanismo de aplicación, los primeros estados no pueden disfrutar de la ley y el orden (o la prosperidad) de los estados más desarrollados.

## Relación con la capacidad estatal

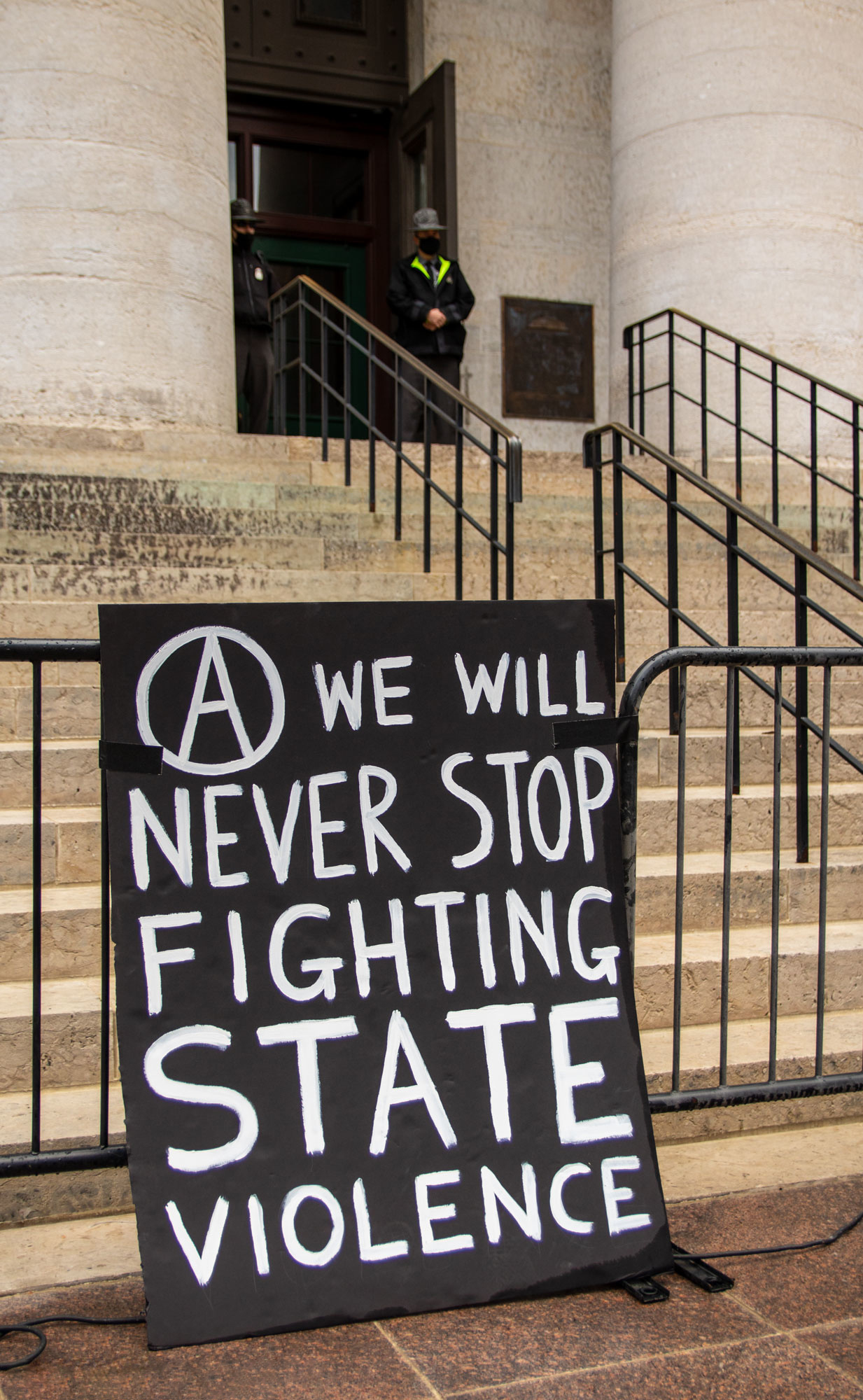
Pancarta anarquista que dice "Nunca dejaremos de luchar contra la violencia estatal", en la foto del 12 de diciembre de 2020

La capacidad de un estado a menudo se mide en términos de su capacidad fiscal y su capacidad legal. Capacidad fiscal, que significa la capacidad del estado para recuperar impuestos para proporcionar bienes públicos, y capacidad legal, que significa la supremacía del estado como único árbitro de la resolución de conflictos y el cumplimiento de los contratos. Sin algún tipo de Coerción, el estado no sería capaz de hacer valer su legitimidad en su esfera de influencia deseada. En los primeros estados y en los estados en desarrollo, este papel a menudo lo desempeñaba el "bandido estacionario" que defendía a los aldeanos de los bandidos errantes, con la esperanza de que la protección incentivara a los aldeanos a invertir en la producción económica, y el bandido estacionario podría eventualmente usar su poder coercitivo para expropiar parte de esa riqueza.
En las regiones donde la presencia del Estado se siente mínimamente, los actores no estatales pueden usar su monopolio de la violencia para establecer legitimidad o mantener el poder. Por ejemplo, la mafia siciliana se originó como una estafa de protección que proporcionaba protección a compradores y vendedores en el mercado negro. Sin este tipo de aplicación, los participantes del mercado no tendrían la suficiente confianza para confiar en sus contrapartes para la aplicación válida del contrato y el mercado colapsaría.
En los mercados clandestinos y no organizados, la violencia se utiliza para hacer cumplir los contratos en ausencia de una resolución legal de conflictos accesible. Charles Tilly continúa esta comparación para decir que hacer la guerra y el estado son en realidad las mejores representaciones de lo que puede convertirse en el crimen organizado. Se ha observado que la relación entre el estado, los mercados y la violencia tiene una relación directa, utilizando la violencia como una forma de coerción en los mercados lo que los altera y perjudica en beneficio del estado.

## Otro
Según Raymond Aron, las relaciones internacionales se caracterizan por la ausencia de una legitimidad ampliamente reconocida en el uso de la fuerza entre estados.
Martha Lizabeth Phelps, escribiendo en "Política y política", lleva las ideas de Weber sobre la legitimidad de la seguridad privada un paso más allá. Phelps afirma que el uso de actores privados por parte del estado sigue siendo legítimo si y solo si se percibe que los contratistas militares están controlados por el estado.